# Calvaire de Cambronne-lès-Clermont
Le calvaire de Cambronne-lès-Clermont est un calvaire aujourd'hui privé de sa croix, situé à Cambronne-lès-Clermont, dans le département de l'Oise, en région Hauts-de-France en France. Les restes du calvaire font l’objet d’une inscription au titre des monuments historiques depuis le 2 avril 1927.

## Histoire
Il était à l'origine situé dans l'ancien cimetière au pied de l'église Saint-Étienne. Datant du XVe siècle, son origine remonterait au XIe siècle. La partie supérieure de ce calvaire a été mutilée par un vandale au début du XXe siècle et demeure ainsi sans rénovation.  
La croix représentait d'un côté Jésus-Christ crucifié et de l'autre la Vierge tenant dans ses bras l'enfant Jésus, et datait du XIe siècle.
Les restes du calvaire ont été inscrits au titre des monuments historiques par arrêté du 2 avril 1927.

## Description
Il s'agit des restes d'un calvaire (du XVe siècle, placé près de l'église Saint-Étienne sur l'emplacement de l'ancien cimetière. Il ne reste que le soubassement, le socle et le fût de la croix. Le soubassement est de plan circulaire et composé de nombreuses pierres de taille rectangulaires, qui sont disposées à la façon d'un escalier. Le socle se subdivise en deux parties séparées par un tore. La partie inférieure est carrée à sa base, puis devient octogonale ; la partie supérieure est octogonale. Le fût monolithique est légèrement conique et dépourvu d'ornementation.